# Hypolytrum pynaertii
Hypolytrum pynaertii là loài thực vật có hoa trong họ Cói. Loài này được (De Wild.) Nelmes mô tả khoa học đầu tiên năm 1955.